# Poste de livraison gaz

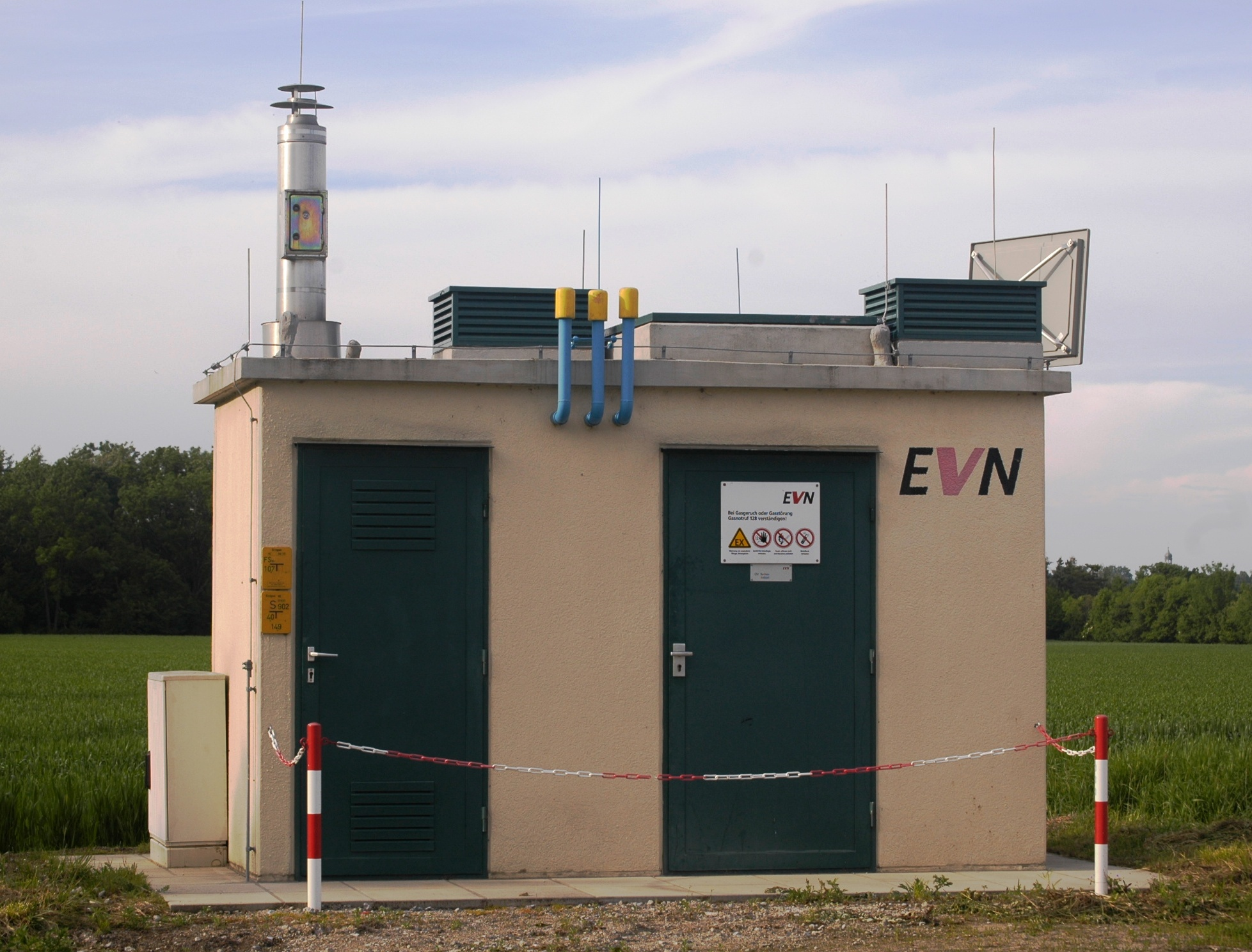
Poste de livraison gaz.

Un poste de livraison gaz est une installation du réseau de distribution du gaz naturel où la pression du gaz est réduite.

## Généralités

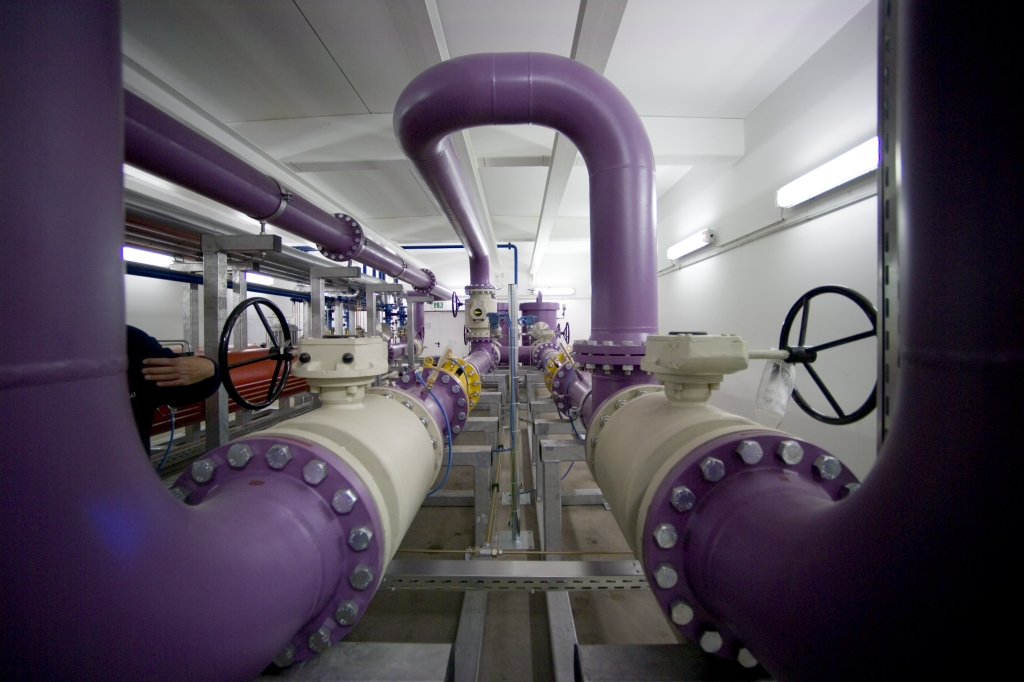
Vue de l'intérieur d'un poste de livraison gaz d'EnBW.

Afin de rendre économique le transport longue distance des sites d'extraction au client, le gaz naturel est compressé jusqu'à plusieurs centaines de bars. Avant livraison au client final, la pression doit être réduite, par exemple à quelques millibars au dessus de la pression atmosphérique pour une installation domestique. Cette réduction de pression s'effectue au niveau des postes de livraison gaz où la pression du gaz aval est régulée.

## Construction

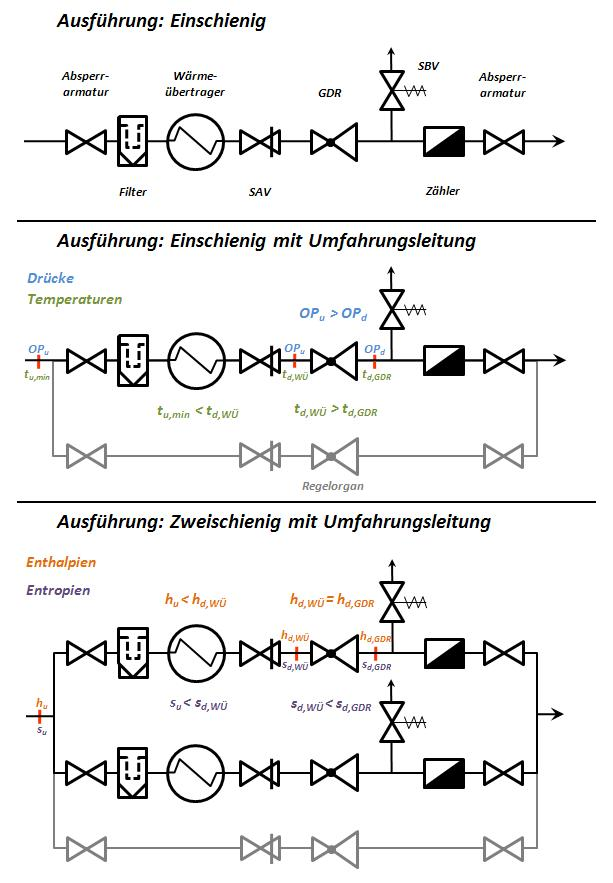
Différentes conceptions des postes de livraison gaz.

Les principaux composants d'un poste de livraison gaz sont : les dispositifs d'arrêt, les filtres, les préchauffeurs, les dispositifs de sécurité, les régulateurs de pression et les appareils de mesure. 
Certains postes de livraison possèdent par ailleurs un système d'odorisation du gaz.
La figure montre la disposition de base des composants principaux et les différentes variantes de conception en fonction de la sécurité d'approvisionnement requise. De plus, les variables d'état pression, température, enthalpie et entropie sont tracées aux points caractéristiques du système.
La désignation OP signifie pression de service. L'indice u pour upstream signifie amont et l'indice d pour downstream signifie aval.

## Fonctions
Un poste de livraison est principalement utilisé pour la réduction de pression. Le filtrage, le préchauffage du gaz naturel (pour compenser l'effet Joule-Thomson), la protection des composants du système aval contre une pression de gaz trop élevée, la mesure et l'enregistrement des paramètres les plus importants et l'odorisation du gaz sont des fonctionnalités supplémentaires des postes de livraison.
Dans les réseaux de gaz urbains, non seulement les sections des conduites de gaz peuvent être réduites grâce au transport à haute pression et à la détente sur site, mais les réservoirs de stockage de gaz (gazomètres) peuvent également être évités (la quantité de gaz contenue dans les conduites sous haute pression suffit comme tampon).